# Artem Pywowarow
Artem Wołodymyrowicz Pywowarow (ukr. Артем Володимирович Пивоваров; ur. 28 czerwca 1991 w Wołczańsku) – ukraiński piosenkarz popowy, autor tekstów, muzyk, kompozytor i producent muzyczny.

## Rodzina i edukacja
Urodził się 28 czerwca 1991 w Wołczańsku w obwodzie charkowskim. Ojciec opuścił rodzinę, gdy Artem miał około roku, matka przez całe życie pracowała w szpitalu jako pielęgniarka. Dorastał, mieszkając z matką i babcią.
Od najmłodszych lat interesował się muzyką. Kiedy miał 12 lat, został uczniem lokalnej szkoły muzycznej, gdzie chciał nauczyć się gry na gitarze, jednak po trzech miesiącach zrezygnował z niej, gdyż nie był zadowolony z systemu edukacji i podejścia nauczycieli. Przez to nie posiada wykształcenia muzycznego. Po dziewiątej klasie wstąpił na studia medyczne w Wółczańsku, a następnie studiował w Narodowej Akademii Zarządzania Miejskiego w Charkowie, gdzie obronił tytuł licencjata z ekologii. Zanim rozpoczął karierę przez trzy lata pracował na oddziale intensywnej terapii, był asystentem anestezjologa.

## Kariera muzyczna

### 2009–14: Anger, Dance Party.Dance! Dance!, początki kariery solowej
W latach 2009–2011 był członkiem zespołu post hardcorowego Anger z Wołczańsku. W 2011 i 2012 był wokalistą charkowskiego zespołu Dance Party.Dance! Dance!, z którym nagrał jeden album studyjny pt. Bog sdelalby pogromcze, a także odbył trasę koncertową po krajach WNP i wystąpił na wielu festiwalach.
W 2013 pod pseudonimem Art Rey nagrał swoje pierwsze akustyczne utwory. W tym samym roku wydał swój pierwszy solowy album pt. Kosmos. W 2014 wydał cztery single pod własnym nazwiskiem, w tym pierwszą piosenkę w języku ukraińskim – „Khwylyny”.

### 2015: AlbumOkeani rozpoczęcie działania jako producent muzyczny
W 2015 nagrał dwa single: „Wydychaj” w duecie z ukraińskim piosenkarzem Andrijem Zaporożcem i „Zachem” wraz z ukraińskim zespołem Nerwy. W sierpniu ukazał się drugi album studyjny pt. Okean (pierwszy album z kwintologii „Stikija”), który został dobrze odebrany przez krytyka muzycznego Igora Panasowa. Album promował teledyskami do singli: „Sobiraj menja” i „Zawisimy”.
Od 2015 zaczął działać jako producent muzyczny. Współpracował z artystami, takimi jak Anna Siedokowa, Dside Band, Kazaky, Misza Krupin, zespół Play, Regina Todorenko, Tania Worżewa i inni.

### 2017: Trzeci i czwarty album, występ na głównej scenie Atlas Weekend
10 lutego 2017 wydał album pt. Stikija wody (drugi album z kwintologii „Stikija”), który promował m.in. singlem „Kislorod” umieszczonym w pierwszej piątce notowań serwisu muzycznego Shazam w Ukrainie. Nakręcony do piosenki wideoklip, poruszający temat osób chorych na albinizm, w ciągu kilku dni zyskał ponad milion wyświetleń i znalazł się w pierwszej dziesiątce najpopularniejszych ukraińskich wideoklipów w notowaniu serwisu YouTube. 30 czerwca Pywowarow zaprezentował utwór „Moja noc” na głównej scenie festiwalu Atlas Weekend 2017. Trzy dni później wysał teledysk do rosyjskojęzycznej wersji tego utworu, a 24 sierpnia, tj. w Dzień Niepodległości Ukrainy — do wersji po ukraińsku. Utwór był notowany przez wiele tygodni na oficjalnej liście notowań Tophit w Ukrainie. W październiku został opublikowany wspólny singel „Liwen” z udziałem rosyjskiego rapera, Mota.
1 grudnia 2017 wydał album pt. Stikija ognia będący trzecią częścią kwintologii „Stikija”.

### 2018: Występy na festiwalach
10 marca 2018 zagrał solowy koncert w klubie „Bel’etage”, gdzie zaśpiewał piosenki ze swoich dwóch ostatnich płyt. 28 marca tego samego roku wystąpił w Pałacu „Ukraina”, gdzie kręcono koncert „Muzycznej Platformy” dla kanału telewizyjnego TRC Ukraina. 15 maja zaprezentował utwór „Prowintsialny”, którego stworzenie zajęło mu prawie osiem lat. Na początku czerwca zapowiedział serię koncertów akustycznych „Pod stikijej”. 8 lipca wziął udział w Atlas Weekend 2018 z programem „Prowincja”. 28 lipca wystąpił na 16. charytatywnym festiwalu dziecięcym „Czornomorski ihry” w Skadowsku. 5 sierpnia w Mariupolu wystąpił na festiwalu muzycznym MRPL City-2018, na którym w duecie z Dieselem zaśpiewali remake piosenki „Stereosistemy” w aranżacji Pywowarowa. 14 sierpnia zaprezentował się gościnnie w finale konkursu Miss Ukraine Universe. 28 września odbyła się premiera teledysku do utworu „Widchuj”, w którym wzięły udział dzieci z uszkodzonym słuchem.

### 2019:Zemnoji premiera filmu dokumentalnego
22 lutego 2019 wydał singel „No.1” o wolności, pokoju i jedności. 9 lipca 2019 wystąpił na festiwalu Atlas Weekend. 12 lipca 2019 wydał singi „W kożnomu z nas”, który nagrał z Jołką. 25 sierpnia wystąpił jako gość specjalny w finale programu Hit-konwejer 2019 w M2. 20 września wydał singiel „2000”. 22 września wystąpił gościnnie podczas finału „Miss Ukrainy 2019”, który był emitowany na ukraińskim kanale 1+1. 8 listopada wydał album pt. Zemnoj. 26 listopada 2019 odbyła się premiera filmu dokumentalnego Zemnoj, w którym Pywowarow udokumentował miniony rok swojej kariery. 30 listopada wystąpił po raz pierwszy na M1 Music Awards.

### 2020–2021: Nagrody i nominacje
Na wiosnę 2020 zaplanował ogólnokrajową i europejską trasę koncertową, która jednak została przełożona na jesień z powodu pandemia COVID-19. 15 lutego został nominowany do nagrody YUNA dla najlepszego artysty, w związku z czym zorganizował ze swoimi fanami sesję zdjęciową „100 na 100”. W marcu 2020 wystąpił na gali YUNA Awards. 15 kwietnia wsparł akcję charytatywną #RazomWdoma. W 2020 zdobył Tophit Music Awards w kategoriach: przełom roku i przełom roku na ukraińskim YouTube.
16 kwietnia 2021 wydał singiel „Rendezvous”, który zapowiedział swój kolejny album.

## Życie prywatne
W 2017 roku przeniósł się na stałe do Kijowa, stolicy Ukrainy. Od 2017 jest w związku, jego partnerka Daria Czeredniczenko zajmuje się organizowaniem jego koncertów.
W 2022 otwarcie sprzeciwił się inwazji Rosji na Ukrainę.

## Dyskografia

### Albumy studyjne
| Rok  | Dane dot. albumu |
| ---- | --- |
| 2013 | Kosmos - Data wydania: 1 kwietnia 2013 - Wytwórnia: UMIG M’juzik, Best Music - Format: CD, digital download, streaming       |
| 2015 | Okean - Data wydania: 20 sierpnia 2015 - Wytwórnia: UMIG M’juzik - Format: CD, digital download, streaming                   |
| 2017 | Stikija wody - Data wydania: 10 lutego 2017 - Wytwórnia: Pierwoje Muzykalnoje - Format: CD, digital download, streaming      |
| 2017 | Stikija ognia - Data wydania: 1 grudnia 2017 - Wytwórnia: Pierwoje Muzykalnoje - Format: CD, digital download, streaming     |
| 2019 | Zemnoj - Data wydania: 8 listopada 2019 - Wytwórnia: Best Music - Format: CD, digital download, streaming                    |
| 2023 | Two’ji Wirszi, Moi Noty Pt.1 - Data wydania: 10 marca 2023 - Wytwórnia: Best Music - Format: CD, digital download, streaming |

### Minialbumy
| Rok  | Dane dot. albumu |
| ---- | --- |
| 2017 | Gorodskie sluszi (oraz Misza Krupin) - Data wydania: 28 kwietnia 2017 - Wytwórnia: Sony Music Entertainment - Format: digital download, streaming |

### Kompilacje
| Rok  | Dane dot. albumu                                                                                            |
| ---- | --- |
| 2022 | The Best - Data wydania: 4 listopada 2022 - Wytwórnia: Best Music - Format: CD, digital download, streaming |

### Single

#### Jako główna artystka
| Rok | Tytuł                                                       | Najwyższe pozycje na listach | Najwyższe pozycje na listach | Najwyższe pozycje na listach | Najwyższe pozycje na listach | Najwyższe pozycje na listach | Najwyższe pozycje na listach | Najwyższe pozycje na listach | Najwyższe pozycje na listach | Najwyższe pozycje na listach | Najwyższe pozycje na listach | Album                                      |
| Rok | Tytuł                                                       | UKR                          | UKR                          | UKR                          | UKR                          | ARM                          | BLR                          | KGZ                          | WNP                          | WNP                          | WNP                          | Album                                      |
| Rok | Tytuł                                                       | AirPlay                      | Radio                        | YouTube                      | All Media                    | ARM                          | BLR                          | KGZ                          | Radio                        | YouTube                      | All Media                    | Album                                      |
| --- | ----------------------------------------------------------- | ---------------------------- | ---------------------------- | ---------------------------- | ---------------------------- | ---------------------------- | ---------------------------- | ---------------------------- | ---------------------------- | ---------------------------- | ---------------------------- | ------------------------------------------ |
| 2013 | „Rodna’ja”                                                  | –                            | –                            | X                            | X                            | –                            | –                            | –                            | –                            | –                            | –                            | Kosmos                                     |
| 2013 | „Zachem” (oraz Nerwy)                                       | –                            | –                            | X                            | X                            | –                            | –                            | –                            | –                            | –                            | –                            | Kosmos                                     |
| 2014 | „Legche”                                                    | –                            | –                            | X                            | X                            | –                            | –                            | –                            | –                            | –                            | –                            | Kosmos                                     |
| 2015 | „My molody”                                                 | –                            | –                            | X                            | X                            | –                            | –                            | –                            | –                            | –                            | –                            | Okean                                      |
| 2015 | „Sobiraj menja”                                             | –                            | –                            | X                            | X                            | 81                           | 72                           | 69                           | –                            | –                            | –                            | Okean                                      |
| 2015 | „Zawisimy”                                                  | –                            | 39                           | X                            | X                            | –                            | 93                           | –                            | 271                          | –                            | 333                          | Okean                                      |
| 2016 | „Stikija”                                                   | –                            | –                            | X                            | X                            | –                            | –                            | –                            | –                            | –                            | –                            | Stikija wody                               |
| 2016 | „Na glubine”                                                | –                            | –                            | X                            | X                            | –                            | –                            | –                            | 757                          | –                            | –                            | Stikija wody                               |
| 2017 | „Meridiany” (oraz Vlady)                                    | –                            | –                            | X                            | X                            | –                            | –                            | –                            | –                            | –                            | –                            | Stikija wody                               |
| 2017 | „Kislorod”                                                  | –                            | 12                           | 76                           | –                            | –                            | –                            | –                            | 59                           | –                            | 69                           | Stikija wody                               |
| 2017 | „Anna” (oraz Misza Krupin)                                  | –                            | –                            | X                            | X                            | X                            | –                            | –                            | –                            | –                            | –                            | Gorodskie sluszi (EP)                      |
| 2017 | „Moja noc”                                                  | 12                           | 6                            | X                            | X                            | X                            | –                            | –                            | –                            | 20                           | 170                          | Stikija ognia                              |
| 2017 | „Polnoluni’je”                                              | –                            | –                            | X                            | X                            | X                            | –                            | –                            | 159                          | –                            | 203                          | Stikija ognia                              |
| 2018 | „Prowintsialny”                                             | –                            | –                            | X                            | X                            | X                            | –                            | –                            | –                            | –                            | –                            | Stikija ognia                              |
| 2018 | „Widhuj”                                                    | –                            | –                            | X                            | X                            | X                            | –                            | –                            | 842                          | –                            | –                            | –                                          |
| 2018 | „Karma”                                                     | –                            | –                            | X                            | X                            | X                            | –                            | –                            | –                            | –                            | –                            | Zemnoj                                     |
| 2019 | „No. 1”                                                     | –                            | –                            | –                            | –                            | X                            | –                            | X                            | –                            | –                            | –                            | Zemnoj                                     |
| 2019 | „W kożnomu z nas” (gościnnie: Jołka)                        | –                            | 51                           | –                            | 91                           | X                            | –                            | X                            | 459                          | –                            | –                            | Zemnoj                                     |
| 2019 | „2000”                                                      | –                            | 69                           | –                            | –                            | X                            | –                            | X                            | 833                          | –                            | –                            | Zemnoj                                     |
| 2019 | „Dom” (solo lub z Michelle Andrade)                         | –                            | –                            | 69                           | 87                           | X                            | –                            | X                            | 447                          | –                            | 446                          | Zemnoj                                     |
| 2020 | „Dejaviu”                                                   | 1                            | 1                            | 3                            | 2                            | X                            | –                            | X                            | 71                           | –                            | –                            | Zemnoj                                     |
| 2020 | „WidZoriDoZori”                                             | –                            | –                            | –                            | –                            | X                            | –                            | X                            | –                            | –                            | –                            | The Best                                   |
| 2021 | „Randevu”                                                   | 1                            | 1                            | 19                           | 8                            | X                            | –                            | X                            | 63                           | –                            | 704                          | The Best                                   |
| 2021 | „Arfami, arfami” (gościnnie: Ewgenij Khamra i Pawlo Szylko) | –                            | –                            | –                            | –                            | X                            | X                            | X                            | –                            | –                            | –                            | The Best                                   |
| 2021 | „Romans” (gościnnie: Ołeh Skrypka)                          | –                            | –                            | –                            | –                            | X                            | X                            | X                            | –                            | –                            | –                            | The Best                                   |
| 2021 | „Miraż”                                                     | 3                            | 1                            | 14                           | 2                            | X                            | X                            | X                            | 74                           | –                            | –                            | The Best                                   |
| 2022 | „Ma’jbutnist’” (oraz Kalush)                                | 16                           | –                            | 52                           | 69                           | X                            | X                            | X                            | –                            | –                            | –                            | Two’ji Wirszi, Moi Noty Pt.1               |
| 2022 | „Radisno / Straszno” (oraz Lilu45)                          | 9                            | 32                           | 29                           | 45                           | X                            | X                            | X                            | –                            | –                            | –                            | Two’ji Wirszi, Moi Noty Pt.1               |
| 2022 | „Do wesny” (oraz Złata Ogniewicz)                           | –                            | –                            | 17                           | 20                           | X                            | X                            | X                            | –                            | –                            | –                            | Two’ji Wirszi, Moi Noty Pt.1               |
| 2022 | „Dumy” (oraz Dorofeeva)                                     | 3                            | 2                            | 2                            | 3                            | X                            | X                            | X                            | 154                          | –                            | –                            | Two’ji Wirszi, Moi Noty Pt.1               |
| 2022 | „Oj na hori”                                                | 8                            | 56                           | 7                            | 8                            | X                            | X                            | X                            | –                            | –                            | –                            | Two’ji Wirszi, Moi Noty Pt.1               |
| 2022 | „Tiszsja” (oraz Ola Polakowa)                               | 2                            | –                            | 8                            | 11                           | X                            | X                            | X                            | –                            | –                            | –                            | Two’ji Wirszi, Moi Noty Pt.1               |
| 2022 | „Liuli-Liuli” (oraz Alyona Alyona)                          | –                            | –                            | 25                           | 51                           | X                            | X                            | X                            | –                            | –                            | –                            | Two’ji Wirszi, Moi Noty Pt.1               |
| 2022 | „Tam u topoli” (oraz NK)                                    | 1                            | 10                           | 2                            | 2                            | X                            | X                            | X                            | 179                          | –                            | –                            | Two’ji Wirszi, Moi Noty Pt.1               |
| 2022 | „Manifiest”                                                 | 3                            | 57                           | 16                           | 15                           | X                            | X                            | X                            | 892                          | –                            | –                            | –                                          |
| 2023 | „Pisn’ja vitru” (oraz Chrystyna Sołowij)                    | –                            | –                            | 35                           | 47                           | X                            | X                            | X                            | –                            | –                            | –                            | Mavka i strażnicy lasu (ścieżka dźwiękowa) |
| „–” oznacza że singel nie był notowany na danej liście. „X” oznacza, że lista przebojów nie istniała w danym okresie. |                                                             |                              |                              |                              |                              |                              |                              |                              |                              |                              |                              |                                            |

#### Jako gościnny artysta
| Rok                                                      | Tytuł                                                           | Najwyższe pozycje na listach | Najwyższe pozycje na listach | Album                   |
| Rok                                                      | Tytuł                                                           | WNP                          | WNP                          | Album                   |
| Rok                                                      | Tytuł                                                           | Radio                        | All Media                    | Album                   |
| -------------------------------------------------------- | --------------------------------------------------------------- | ---------------------------- | ---------------------------- | ----------------------- |
| 2017                                                     | „Liwen” (Mot, gościnnie: Artem Pivovarov)                       | –                            | –                            | Dobra’ja muzyka klawisz |
| 2017                                                     | „Magnitnyje glaza” (Anna Siedokowa, gościnnie: Artem Pivovarov) | –                            | –                            | Na wole                 |
| 2019                                                     | „Sokrani” (DJ Smash, gościnnie: Artem Pivovarov)                | 455                          | 605                          | Viva Amnesia            |
| „–” oznacza, że singel nie był notowany na danej liście. |                                                                 |                              |                              |                         |

### Inne notowane utwory
Jako gościnny artysta
| Rok                                               | Tytuł                                       | Najwyższe pozycje na listach | Najwyższe pozycje na listach | Album     |
| Rok                                               | Tytuł                                       | WNP                          | WNP                          | Album     |
| Rok                                               | Tytuł                                       | YouTube                      | All Media                    | Album     |
| ------------------------------------------------- | ------------------------------------------- | ---------------------------- | ---------------------------- | --------- |
| 2016                                              | „Mussony” (Mot, gościnnie: Artem Pivovarov) | 97                           | 16                           | Naiznanku |
| „–” oznacza, że nie był notowany na danej liście. |                                             |                              |                              |           |

## Nagrody i nominacje
| Rok  | Konkurs               | Kategoria                                                               | Nominowana praca      | Rezultat  |
| ---- | --------------------- | ----------------------------------------------------------------------- | --------------------- | --------- |
| 2020 | Best Music Publishing | Najlepszy utwór                                                         | „2000”                | Wygrana   |
| 2020 | Best Music Publishing | Najlepszy album                                                         | „Zemnoj”              | Wygrana   |
| 2020 | Tophit Music Awards   | Przełom roku                                                            | Artem Pywowarow       | Wygrana   |
| 2020 | Tophit Music Awards   | Najlepszy artysta na ukraińskim YouTube                                 | Artem Pywowarow       | Wygrana   |
| 2020 | YUNA                  | Najlepsza piosenka                                                      | „Dejaviu”             | Wygrana   |
| 2021 | Tophit Music Awards   | Najlepszy artysta radiowy                                               | Artem Pywowarow       | Nominacja |
| 2021 | Tophit Music Awards   | Najlepsza piosenka w wykonaniu męskiego wokalisty                       | „Dejaviu” i „Randevu” | Wygrana   |
| 2021 | Tophit Music Awards   | Najlepszy artysta na ukraińskim YouTube                                 | Artem Pywowarow       | Wygrana   |
| 2021 | Tophit Music Awards   | Najlepsza teledysk na ukraińskim YouTube w wykonaniu męskiego wokalisty | „Dejaviu”             | Wygrana   |
| 2021 | YUNA                  | Najlepszy artysta                                                       | Artem Pywowarow       | Wygrana   |